# Горани (Арђеш)
Горани (рум. Gorani) насеље је у Румунији у округу Арђеш у општини Уда. Oпштина се налази на надморској висини од 468 m.

## Становништво
Према подацима из 2002. године у насељу је живело 140 становника, од којих су сви румунске националности.